# Atari (go)
Pour les articles homonymes, voir Atari (homonymie).

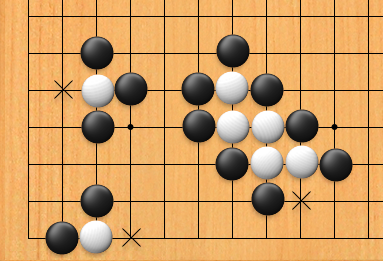
Quelques situations où blanc est en Atari

Atari désigne au go une menace immédiate de capture de pierres.

## Étymologie
Comme pour la plupart du lexique du go utilisé en Occident, atari (アタリ) est un mot japonais.
Dans les autres pays d’Asie, il est appelé en chinois 叫吃, jiào chī, « hurler, dévorer » ou 打吃, dǎ chī, « saisir, dévorer », et en coréen 단수/dansu).

## Description

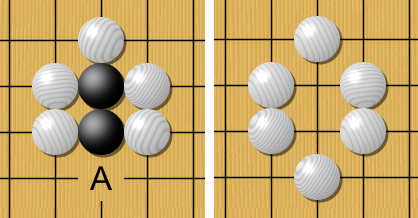
Noir est en atari. Si Blanc joue en A, le groupe noir perd sa dernière liberté, il est capturé et retiré du goban.

L'atari désigne une situation de jeu dans laquelle une pierre ou un groupe de pierres n'a plus qu'une seule liberté (une seule intersection vide dans le voisinage immédiat). Si le joueur menacé décide de ne pas défendre, il risque de voir au prochain coup son groupe totalement encerclé et fait prisonnier, c'est-à-dire retiré du goban et comptabilisé au profit du joueur qui s'en empare.
C'est un des premiers aspects présentés lors de l'apprentissage des règles du go. Une version simplifiée du jeu destinée aux débutants, développée par Yasuda Yasutoshi, est d'ailleurs centrée sur le concept d'atari, et s'appelle atari-go (en).